# Méthode de Fajans
La méthode de Fajans est une méthode de détermination quantitative des ions chlorure, bromure et iodure faisant partie des méthodes d'argentimétrie. 
Elle est nommée en l'honneur du chimiste polono-américain Kasimir Fajans.
La clé de la méthode Fajans est l'utilisation d'indicateurs d'adsorption, c'est-à-dire des colorants qui facilitent l'identification du point final du titrage.

## Titrage
Il s'agit d'un titrage direct d'une solution contenant du chlorure, du bromure ou de l'iodure avec une solution standard de nitrate d'argent. Des colorants organiques tels que l'éosine ou la fluorescéine sont utilisés comme indicateurs. Cette méthode de titrage doit être utilisée dans une solution d'acide acétique. L'équation de la réaction s'écrit ainsi :
{\displaystyle \mathrm {Br^{-}(aq)+Ag^{+}(aq)+NO_{3}^{-}(aq)\longrightarrow AgBr\downarrow +NO_{3}^{-}(aq)} }
Immédiatement après le point d'équivalence, le colloïde de bromure d'argent précipité est chargé positivement et peut adsorber les anions d'éosine avec un changement de couleur. 
L'indication peut également avoir lieu de manière potentiométrique avec une électrode en argent comme électrode indicatrice. Cela permet la détermination du bromure en plus du chlorure et de l'iodure.

## Autres méthodes
Il existe d'autres méthodes de détermination des ions halogénures en argentimétrie tels que la méthode de Charpentier-Volhard et la méthode de Mohr.